# Skenderevo
Skenderevo je seosko naselje u Bačkoj, na sjeveru autonomne pokrajine Vojvodine, Srbija.

## Zemljopisni položaj
Nalazi se 13 km jugoistočno od Subotice, na 46° 1' 27,3504" sjeverne zemljopisne širine i 19° 27' 56,2602" istočne zemljopisne dužine.

## Upravna organizacija
Upravno pripada Sjevernobačkom okrugu AP Vojvodine.
Dijelom je Gornjeg Tavankuta, a osim Skenderova, u njemu su ovi krajevi: Vuković kraj, Partizan, Rata.

## Povijest
Tavankutski Hrvati su mnogo pridonijeli antifašističkoj borbi u Drugom svjetskom ratu. Na Skenderevu se za vrijeme mađarske okupacije nalazila velika partizanska baza.

## Promet
Do sela vodi autobusna linija. U selu je željeznička postaja na pruzi Subotica - Bajmak.

## Stanovništvo
Povijesno je jednim od hrvatskih naselja u Bačkoj.

## Znamenitosti
Znamenitosti su akumulacijsko jezero Skenderevo, omiljeno odredište ribiča i križ krajputaš. Križ krajputaš je od visokokvalitetnog norveškog kamena vulkanskog podrijetla koji je visoka sjaja a na njemu ne rastu ni alge ni lišajevi. Podigao ga je 2011. Mirko Skenderović blizu svog salaša u spomen na rano preminule roditelje i nedavno preminulu suprugu. Nekad su ovdje bila dva križa krajputaša na putu prema Mišićevu, no prvog iz 1912. srušili su radnici poljodjelske zadruge Peščara, a drugi iz 1861. godine, nalazio se pored stare škole.